# Élections législatives belges de 1965
Les élections législatives du 23 mai 1965 permirent de renouveler la Chambre des représentants ainsi que le Sénat.
Les élections ont lieu sur fond de tensions communautaires croissantes et de révision de la Constitution. La mise en place de la frontière linguistique et de communes à facilités dans la périphérie bruxelloise sous le gouvernement Lefèvre n'ont pas réussi à apaiser le mouvement flamand ni le mouvement wallon ; dans un sens, ces réformes participent au développement des mouvements communautaires.
Les élections voient une lourde défaite électorale pour les sociaux-chrétiens (qui perdent pour la première fois la majorité absolue en Flandre) ainsi que pour les socialistes. Les libéraux sont les grands gagnants, doublant presque leur score de 1961. Les nationalistes flamands obtiennent le meilleur score électoral de leur histoire (la Volksunie est encore plus puissante que le VNV de l'entre-deux-guerres). Le FDF fait son entrée au Parlement ainsi que les régionalistes wallons.

## Résultats

### Chambre des représentants
| Parti                    | Parti                 | Voix      | %    | Sièges | +/– |
| ------------------------ | --------------------- | --------- | ---- | ------ | --- |
|                          | PSC-CVP               | 1 785 211 | 34,5 | 77     | –19 |
|                          | PSB-BSP               | 1 465 503 | 28,3 | 64     | –20 |
|                          | PLP-PVV               | 1 119 991 | 21,6 | 48     | +28 |
|                          | VU                    | 346 860   | 6,7  | 12     | +7  |
|                          | PCB-KPB               | 236 721   | 4,6  | 6      | +1  |
|                          | FDF                   | 74 675    | 1,4  | 3      | +3  |
|                          | RW                    | 24 245    | 0,5  | 2      | +2  |
|                          | Autres partis         | 128 560   | 0,3  | 0      | 0   |
|                          | Blancs et non valides | 396 912   | –    | –      | –   |
|                          | Total                 | 5 578 678 | 100  | 212    |     |
| Source : Nohlen & Stöver |                       |           |      |        |     |

### Sénat
| Parti                   | Parti                 | Voix      | %    | Sièges | +/– |
| ----------------------- | --------------------- | --------- | ---- | ------ | --- |
|                         | PSC-CVP               | 1 785 189 | 34,9 | 44     | –3  |
|                         | PSB-BSP               | 1 449 492 | 28,3 | 31     | -14 |
|                         | PLP-PVV               | 1 111 894 | 21,7 | 23     | +12 |
|                         | VU                    | 316 523   | 6,2  | 4      | +2  |
|                         | PCB-KPB               | 261 341   | 5,1  | 3      | +2  |
|                         | FDF                   | 293 433   | 3,8  | 1      | +1  |
|                         | Autres partis         | 293 433   | 3,8  | 0      | 0   |
|                         | Blancs et non valides | 341 784   | –    | –      | –   |
|                         | Total                 | 5 578 609 | 100  | 106    |     |
| Source: Nohlen & Stöver |                       |           |      |        |     |